# Technická práce
Technická práce je práce konaná v důsledku změny tlaku pracovní látky (plynu). Často se jí říká práce na hřídeli stroje pracujícího v otevřeném termodynamickém systému. Může jít například o práci na výstupní hřídeli parní nebo vodní turbíny. Na rozdíl od objemové práce, je důsledkem změny tlaku tekutiny proudící strojem resp. vyšetřovaným kontrolním objemem. Patří mezi procesové veličiny a její hodnota závisí na trajektorii, jakou se látka dostala ze vstupního do výstupního stavu.
Označuje se symbolem {\displaystyle W_{t}\ }, nebo {\displaystyle A_{t}\ } a její základní jednotkou je Joule (J).

## Specifická technická práce
V technických aplikacích pracujících v otevřeném systému je výhodnější pracovat se specifickou technickou prací vztaženou na jeden kilogram pracovní látky. Na základě průtoku a času je potom možný přepočet na celkovou technickou práci.
Označuje se symbolem {\displaystyle w_{t}\ } nebo {\displaystyle a_{t}\ } a její základní jednotkou je J.kg−1.

### Výpočet
Pro zjednodušený případ kvazirovnovážného procesu, probíhajícího malou rychlostí (aby bylo možné zanedbat změnu kinetické energie) se zanedbáním změn potenciální polohové energie (například proudění plynu) platí rovnice:
{\displaystyle dq=dh+dw_{t}\ }
po postupném dosazení:
{\displaystyle dh=du+p.dv+v.dp\ }
{\displaystyle dq=du+p.dv\ }
a úpravách dostáváme rovnici:
{\displaystyle dw_{t}=-v.dp\ }    resp.     {\displaystyle w_{t}=-\int _{1}^{2}v.dp\ }     (J.kg−1)
kde:
- dq – diferenciál specifického tepla (J.kg−1)
- dh – diferenciál entalpie (J.kg−1)
- dwt – diferenciál specifické technické práce (J.kg−1)
- du – diferenciál vnitřní energie (J.kg−1)
- p – tlak (Pa)
- dp – diferenciál tlaku (Pa)
- v– měrný objem (m3.kg−1)
- dv – diferenciál měrného objemu (m3.kg−1)

### Zobrazení
Zobrazením specifické technické práce pro libovolný proces v pV diagramu je plocha ohraničená křivkou procesu, svislou souřadnicovou osou (v = 0) a přímkami, které promítají koncové body křivky na svislou osu souřadnic.

## Technická práce v uzavřeném systému
I když se s technickou prací operuje především při aplikacích s proudící pracovní látkou, je ji možné identifikovat i v uzavřených systémech. Pokud je například plyn uzavřený v pevné nádobě s míchadlem, a nádoba je izolovaná, při otáčení míchadla se plyn zahřeje, bez výměny tepla s okolím. Zvýšení vnitřní energie plynu tedy způsobila dodaná technická práce.